# 스비드니크

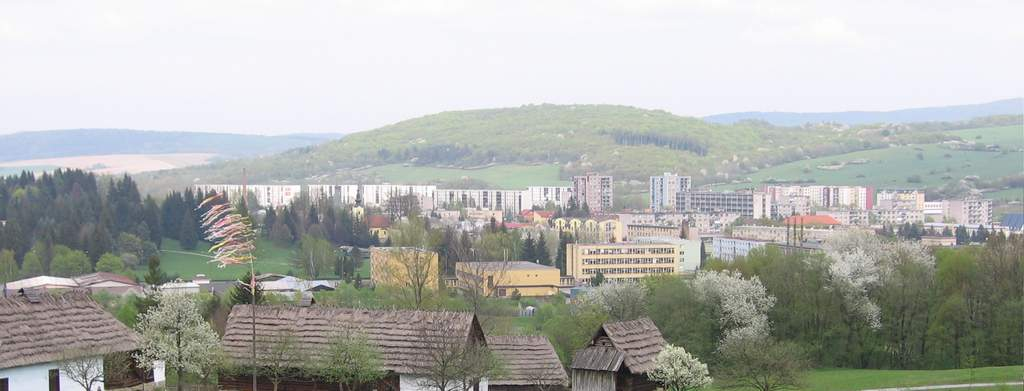
스비드니크

스비드니크(슬로바키아어: Svidník)는 슬로바키아 프레쇼우주 스비드니크구에 있는 마을이다. 인구는 약 11,000명 정도다.
스비드니크에는 두클라 고개 전투를 기념하는 기념비적인 소련군 기념비가 있다.